# Карпенедоло
Карпенедоло (итал. Carpenedolo, ломб. Carpenédol) — город и коммуна в Италии, в провинции Брешиа области Ломбардия.
Население составляет 11 205 человек (на 2004 г.), плотность населения составляет 377 чел./км². Занимает площадь 30,14 км². Почтовый индекс — 25013. Телефонный код — 030.
Покровителем населённого пункта считается святой апостол Варфоломей. Праздник ежегодно празднуется 24 августа.